# Sanga Island
Sanga Island är en liten ö i Viktoriasjön. Trots att ön beboddes av ugandier sedan mer än 20 år tillbaka,[när?] såldes ön som semesterparadis. Byborna kördes brutalt bort av en privat milis. Hus brändes, folk misshandlades, boskap förlorades. Byborna sökte kontakt med myndigheter och lade ihop en pott pengar för att bekosta en advokat men fick ingen hjälp.